# 詹金斯 (明尼蘇達州)
詹金斯（英語：Jenkins）是一個位於美國明尼蘇達州克羅溫縣的城市。

## 人口
根據2020年美國人口普查的數據，詹金斯的面積為11.66平方千米，當中陸地面積為11.58平方千米，而水域面積為0.07平方千米。當地共有人口490人，而人口密度為每平方千米42人。